# فرودگاه کوانژو جینجیانگ
 فرودگاه کوانژو جینجیانگ (به انگلیسی: Quanzhou Jinjiang Airport) یک فرودگاه نظامی و همگانی با کد یاتا JJN است . این فرودگاه در کشور چین قرار دارد .

## شرکت‌های هواپیمایی و مقصدهای پروازی
Quanzhou Airport is served by the following airlines:
| شرکت‌های هواپیمایی  | مقصدهای پروازی |
| ------------------ | --- |
| هواپیمایی شرقی چین | هانگجو ژیاشان، چانگی سنگاپور (both begins ۲۵ اوت ۲۰۱۷) |
| هبئی ایرلاینز      | هانگجو ژیاشان، شیاژونگ ژنگدینگ |
| New Gen Airways    | دن موئنگ |
| فیلیپین ایرلاینز   | نینوی آکوئینو |
| Scoot              | چانگی سنگاپور |
| شنژن ایرلاینز      | سووارنابومی، پکن، چانگشا هوانگهوا، چنگدو شوانگلیو، بایون گوآنگجو، هانگجو ژیاشان، هنگ کنگ، کونمینگ چانگشوی، نانجینگ لوکو، سانیا فونیکس، شانگهای پودنگ، شنینگ تخین، شنژن بن، تائویوان تایوان، زوشن پوتوشن |
| سیچوان ایرلاینز    | چنگدو شوانگلیو، چنگچینگ ییانگبی، Dazhou، لانگ‌دونگ‌بائو گوئی‌یانگ، ووهان تیانهه |
| اسپرینگ ایرلاینز   | کانزای، شانگهای هونگچیائو |
| وست ایر            | چنگچینگ ییانگبی، هفئی ژینگیاو، شانگهای پودنگ، ژنگژو سین‌ژنگ |
| ژیامن ایرلاینز     | سووارنابومی، پکن، مکتان-کبو، چانگشا هوانگهوا، چنگدو شوانگلیو، چنگچینگ ییانگبی، بایون گوآنگجو، لانگ‌دونگ‌بائو گوئی‌یانگ، هانگجو ژیاشان، هنگ کنگ، جینان یاکیانگ، کونمینگ چانگشوی، لانجو ژنگچوان، ماکائو، نانجینگ لوکو، نینوی آکوئینو، اینچئون، شانگهای پودنگ، شنژن بن، تائویوان تایوان، تیانجین بینهای، ووهان تیانهه، شی‌آن شیان‌یانگ، ژنگژو سین‌ژنگ، زوشن پوتوشن |